# 戈洛夫欽齊 (扎列希基區)
48°49′46″N 25°43′56″E / 48.82944°N 25.73222°E
戈洛夫欽齊（烏克蘭語：Головчинці），是烏克蘭的村落，位於該國西部捷爾諾波爾州，由喬爾特基夫區負責管轄，始建於1486年，面積9.8平方公里，2001年人口633，人口密度每平方公里64.6人。